# Fitochoria
Fitochoria – przenoszenie patogenów za pomocą roślin. Przykładem może być rozprzestrzenianie się infekcji wywołanej przez Venturia inaequalis na jabłkach.